# De thuiskomst
De Thuiskomst (Homecoming) is een prequel op De boeken van de Levende Schepen-trilogie, geschreven door Robin Hobb.
Het was Hobbs tiende boek onder dat pseudoniem, en is gepubliceerd in 2003. Het verhaal is in het Nederlands vertaald door Erica Feberwee.
Dit verhaal speelt zich evenals de boeken van de Zieners en de boeken van de Levende Schepen af in het Rijk van de Ouderlingen.

## Samenvatting van het boek
De Thuiskomst bestaat uit het dagboek van Carillion Carrock. Het einde van het boek vormt het eerste hoofdstuk van Hobbs nieuwste trilogie de boeken van de Zoon van de Krijger.
Carillion Carrock-Waljin is zwanger wanneer ze met haar Jathan Carrock en haar kinderen Petrus en Narissa onder valse voorwendselen afreist naar de Gedoemde Kust. Haar adellijke echtgenoot heeft de satraap Escpelius verraden, en zijn gezin moet in ballingschap naar de gevreesde Gedoemde Kust om er een kolonie te stichten.
Het boek gaat over het moeilijke leven in het moerassige land, over overleven en de invloed van magie en hebzucht op het menselijk brein. Carrillion strijdt om haar kolonie op de Wilde Regenlanden staande te houden.